# Glycymeris arabica
Glycymeris arabica is een tweekleppigensoort uit de familie van de Glycymerididae. De wetenschappelijke naam van de soort is voor het eerst geldig gepubliceerd in 1871 door H. Adams.

## Verspreiding en leefgebied
Deze soort heeft zijn verspreidingsgebied in de westelijke Indische Oceaan, inclusief de Rode Zee en de Golf van Suez. De soort leeft in ondiep water op zandbodems, waar hij zich actief beweegt. De dieren zijn suspensiefiltervoeders.